# 封閉平臺
封閉平臺（closed platform），或稱圍牆花園（walled garden），是指一種軟體系統，其中的電信業者或服務供應商擁有控制應用、內容與媒體的能力，並能限制未經允許的應用或內容被輕易接取。與封閉平臺相對的是開放平臺，該平臺允許消費者不受限制地接取應用、內容等。

## 概述
舉電信為例，手機上的服務與應用曾被行動通訊業者給牢牢掌控住。業者能限制用戶的入口網站及主頁所能接取到的應用與開發商。因此，業者可能會限制用完預付卡金額的用戶接取服務。這一直是限制住電信業的一個核心問題，因為開發商在將其應用服務提供給終端用戶時遇到了巨大的阻礙。
在一個更極端的例子裡，1970年代的美國電話系統貝爾公司擁有所有的硬體（包括所有的電話）與所有的訊號，甚至幾乎在其纜線上的所有文字（訊息）。一個具有里程碑意義的案例是Hush-A-Phone訴美國案，貝爾公司要求Hush-A-Phone不准將其電話機與貝爾的電話系統相連，最終敗訴。在這案子中，貝爾公司得到了政府的公開允許，並依據1934年通傳法規定享有獨占地位。
更一般性地，圍牆花園可指提供給用戶的封閉或排他性之資訊服務。與真正的圍牆花園類似，在圍牆花園內的用戶無法逃脫這些地方，除非通過指定的出入口或圍牆被移除掉。

## 方面
哈佛商學院於2008年的一份報告中將平臺的開放性/封閉性分成4個方面，並舉例說明。
| 平臺封閉性/開放性的方面         | Linux | Windows | 麥金塔 | iOS  |
| ------------------------------- | ----- | ------- | ------ | ---- |
| 需求端使用（終端用戶）          | 開放  | 開放    | 開放   | 開放 |
| 供給端用戶（應用程式開發商）    | 開放  | 開放    | 開放   | 封閉 |
| 平臺供應商（硬體/作業系統捆售） | 開放  | 開放    | 封閉   | 封閉 |
| 平臺發起人（設計與智財權人）    | 開放  | 封閉    | 封閉   | 封閉 |

## 例子
圍牆花園的一些例子如下：
- 亞馬遜的電子書閱讀器Kindle[5][6]。於2011年10月商業內幕內的一篇標題為《亞馬遜如何從Kindle賺錢》的文章中寫道：「亞馬遜的Kindle不再只是項商品：它是整個生態系統。」此外，商業內幕亦指出：「Kindle生態系亦是亞馬遜成長最快的商品，且可能占該公司明年營收的10%以上。」[7]
- 蘋果公司的iOS及其他行動裝置，被限制只能執行被事前允許的應用程式[8][9]。
- 巴諾書店的Nook閱讀器系列。在2011年12月下旬，巴諾書店開始執行Nook平板電腦的自動軔體更新至1.4.1版，移除使用者取得該裝置超級使用者的權限，以及從巴諾官方NOOK商店以外來源下載應用程式之能力[10][11]。NOOK HD與HD+也一樣是「封閉」的，直到2013年5月為止，巴諾書店稍微開放其生態圈，讓使用者能安裝Google Play Store及其各項Android應用程式，包括巴諾書店競爭對手的程式，如Audible.com、comiXology、Kindle、Kobo與Google本身[12]。
- Verizon Wireless的CDMA網路與政策明確禁止非Verizon許可的設備在其網路上使用。Verizon Wireless的這項行為經常受到注意（且時常被批評）[來源請求]。
- 電子遊樂器有很長的一段歷史都是圍牆花園，開發商需要購買許可，以在其平臺上開發，且在某些情形下，發布遊戲前會需要通過遊樂器製造商的審核[13][14][15]。

## 另見
- 商業生態系統
- 殘廢軟體
- 設計式缺陷
- 門禁社區
- 硬體限制
- 開放原始碼
- 企業媒體